# 茹埃莱图尔站
茹埃莱图尔站（法語：Gare de Joué-lès-Tours）是法国的一个铁路车站，位于法国西部市镇茹埃莱图尔。

## 位置
茹埃莱图尔站位于茹埃莱图尔市区的北部偏东，莱萨布勒－图尔铁路245.149公里处，同时也是图尔－沙托鲁铁路的起点，距离图尔大约7公里。车站大致呈东西走向，开口朝南。

## 设施
茹埃莱图尔站设有人工售票窗口，其开放时间如下：
- 周一至周五：9:00~12:30和13:30~19:00
- 周六：9:00~12:30和13:30~18:00
- 周日及节假日：14:10~19:00

由于茹埃莱图尔站站内未设自动售票机，因此在人工售票窗口关闭的情况下，在该站上车的乘客需主动购票或使用通勤卡。
此外，该站站内未设人行天桥或地下通道，前往图尔方向站台的乘客需横穿铁路正线，因此该站存在一定的安全隐患。

## 停靠线路
以下列车线路在茹埃莱图尔站停靠：
| 茹埃莱图尔站列车线路表 |      |        |            |              |
| 线路                   | 车种 | 上一站 | 下一站     | 大致运行频率 |
| 图尔—希农              | TER  | 图尔   | 巴朗       | 每天8趟左右  |
| 图尔—雷尼亚克/洛什     | TER  | 图尔   | 拉杜济耶尔 | 每天1~2趟    |
| 1. 2.                  |      |        |            |              |

## 配套交通

### 长途客车
| 停靠茹埃莱图尔站的大巴车 |              | |
| 上下车地点               | 运营单位     | 主要线路及目的地 |
| 茹埃莱图尔站门口         | SNCF Car TER | - 2.3线：雷尼亚克、图尔 - 2.7线：希农、圣皮耶尔代科尔、图尔 - 当某条铁路线施工或罢工时，SNCF可能也会提供途径该线路沿途站点的大巴车 |
| 1. 2. 3.                 |              | |

### 市内交通
| 茹埃莱图尔站附近的市内公共交通线路    |                                  | |
| 公交车站名称                          | 位置                             | 停靠线路                                                                                              |
| JOUE-LES-TOURS - Joué Gare 茹埃火车站 | 茹埃莱图尔站门口                 | - 15路：拉里什-拉里什阳光 ↔ 茹埃莱图尔-茹埃火车站 - 30路：茹埃莱图尔-茹埃火车站 ↔ 巴朗米雷-巴朗火车站 |
| République 共和站                     | 茹埃莱图尔站西侧200米 共和大道上 | - 有轨电车A线                                                                                         |
| Béguine 贝吉讷                        | 茹埃莱图尔站东侧150米 贝吉讷街上 | - 16路：圣皮耶尔代科尔-圣皮耶尔火车站 ↔ 茹埃莱图尔-布洛特里                                           |
| 1.                                    |                                  | |

### 社会车辆
茹埃莱图尔站门口设有小型社会车辆停车场。

## 临近车站
| 茹埃莱图尔站（Gare de Joué-les-Tours） |                    |                      |
| 上行车站                               | 线路               | 下行车站             |
| 巴朗站 4.2km ←                         | 莱萨布勒－图尔铁路 | 图尔站 → 5.9km       |
| （起点）                               | 图尔－沙托鲁铁路   | 拉杜济耶尔站 → 2.5km |
| - 本表仅显示运营中的线路及车站         |                    |                      |